# 빅토르 에스트라다
빅토르 마누엘 에스트라다 가리베이(스페인어: Victor Manuel Estrada Garibay, 1971년 10월 28일 ~ )는 2000년 올림픽에서 동메달을 획득한 멕시코의 전 태권도 선수이며 정치인이다. 쿠아우티틀란 이스카이 시장을 2016년부터 2018년까지 역임했다.